# Markle (Indiana)
Markle est une municipalité située dans les comtés de Huntington et de Wells, dans l’État de l'Indiana, aux États-Unis. Lors du recensement de 2020, elle comptait 1 071 habitants.